# جورج ريفيز
جورج ريفيز (5 يناير 1914- 16 يونيو 1959)، هو ممثل أفلام، وممثل تلفزي، وممثل مسرحي أمريكي، ولد في وولستوك، اشتهر بدور سوبرمان في البرنامج التلفزيوني «مغامرات سوبرمان» الذي عرض عام 1952-1958. 
توفي عن عمر يناهز 45 عاماً، بسبب إصابة بعيار ناري. حيث ظلت وفاته موضوعًا مثيرًا للجدل ؛ تقرير الوفاة النهائي قال أنها كانت انتحارًا ، لكن يعتقد البعض أنه قُتل أو كان ضحية إطلاق نار بالخطأ.

## وصلات خارجية
- جورج ريفيز على موقع IMDb (الإنجليزية)
- جورج ريفيز على موقع روتن توميتوز (الإنجليزية)
- جورج ريفيز على موقع ألو سيني (الفرنسية)
- جورج ريفيز على موقع ميوزك برينز (الإنجليزية)
- جورج ريفيز على موقع تيرنر كلاسيك موفيز (الإنجليزية)
- جورج ريفيز على موقع أول موفي (الإنجليزية)
- جورج ريفيز على موقع قاعدة بيانات برودواي على الإنترنت (الإنجليزية)
- جورج ريفيز على موقع قاعدة بيانات الأفلام السويدية (السويدية)
- جورج ريفيز على موقع إن إن دي بي (الإنجليزية)
- جورج ريفيز على موقع قاعدة بيانات الفيلم (الإنجليزية)